# اصلان بیتوکایف
اصلان بیتوکایف (انگلیسی: Aslan Byutukayev؛ زادهٔ ۲۲ اکتبر ۱۹۷۴) سیاست‌مدار، با نام امیر خمزت و ابوبکر هم شناخته می‌شود، اهل چچن و یک فرمانده شورشی داعش، گروه ستیزه‌جویان است که در تیپ ریاض صالحین شهید قرار دارد و دستیار نزدیک دوکو عمروف رهبر درگذشته امارت قفقاز بوده‌است.